# ポルバース
ポルバース（古希: Φόρβας, Phorbās）は、ギリシア神話の人物である。長音を省略してポルバスとも表記される。非常に多くの同名の人物が伝わっており、主に、
- ラピテースの子
- トリオパースの子
- アルゴスの王の1人
- ポセイドーンの子
- ヘーリオスの子
- メーティオーンの子
- ラーイオスの羊飼い
- レスボス島の王
- イーリオネウスの父
- デクシテアーの父

が知られている。以下に説明する。

## ラピテースの子
このポルバースは、テッサリアー地方のラピテース族の王ラピテースと、エウリュノモスの娘オルシノメーの子で、ペリパースと兄弟、トリオパースと異母兄弟。エペイオスの娘ヒュルミーネーと結婚し、アウゲイアース、アクトール、ティーピュスをもうけた。ポルバースは当初はペリパースとともにペーネイオス川の流域を支配したが、その後、アカイア地方のオーレノスに移った。さらにエーリス地方の王の1人アレクトールに招かれてエーリス地方に赴き、王権を分与された。ただし、パウサニアースはポルバースをエーリス地方出身の英雄としている。

## トリオパースの子
このポルバースは、（カナケーの子の）トリオパースの息子である。母はミュルミドーンの娘ヒスキュラで、エリュシクトーン、イーピメデイア、ペレーンと兄弟。
ロドスのポリュゼロス(Polyzelos the Rhodian)を引用するヒュギーヌスによると、へびつかい座はポルバースであるという。ポルバースが航海中に嵐に巻き込まれてロドス島に漂着したとき、ロドス島は多数の蛇に襲われており、とりわけ巨大な大蛇によって多くの島民が殺されていた。そこでポルバースはすべての蛇を退治し、ロドス人の苦難を救った。アポローンの寵を得ていたポルバースはその後、蛇を殺す姿で星座の中に加えられた。シケリアのディオドーロスも同様の伝承を伝えている。それによると蛇の害に苦しめられたロドス人は、デーロス島のアポローンの神託に伺いを立てた。するとアポローンはロドス人にポルバースの入植を受け入れるよう命じた。ちょうど入植地を探していたポルバースはロドス島に招かれ、蛇を退治したのち島に移住した。
ヒュギーヌスの伝承ではポルバースはアポローンの寵の厚い人物とされているが、『ホメーロス風讃歌』第3歌の「アポローン讃歌」では、ポルバースは（おそらく）アポローンの恋敵として言及されている。

## アルゴスの王の1人
このポルバースは、アルゴスの王の1人である。パウサニアースによると、ポローネウスの娘の子（つまりニオベーとゼウスの子）アルゴスの子で、ペイラソス、ティーリュンス、エピダウロスと兄弟であり、トリオパースの父であるという。息子トリオパースにはイーアソスとアゲーノールが生まれ、イーアソスにはイーオーが、アゲーノールにはクロトーポスが生まれ、さらにクロトーポスにステネラースが生まれたという。
しかし系譜伝承は錯綜しており、アポロドーロスのアルゴス王家の系譜にはポルバースの名前は登場しない。ヒュギーヌスの系譜においてもポルバースの名は現れず、トリオパースはアルゴスの子の1人ピラントスの子とされている。
一方でキリスト教の教父たちは、ポルバースをアルゴスの6代目の王として伝えている。

## ポセイドーンの子
このポルバースは、アカルナーニアー地方出身の人物で、海神ポセイドーンの子。エウモルポスがアテーナイ王エレクテウスと戦争をしたとき、エウモルポスの軍に加わってアテーナイと戦った。

## ヘーリオスの子
このポルバースは、太陽神ヘーリオスの息子で、娘アムブラキアーの父。アムブラキアーはエーペイロス地方の都市アムブラキアーの名祖。

## メーティオーンの子
このポルバースは、ヌビア地方のシュエーネーの人メーティオーンの子で、ピーネウスの部下。英雄ペルセウスがアイティオピアー王女アンドロメダーと結婚したとき、ピーネウスに従って王宮を襲撃したが、同僚のアムピメドーンとともに床の血で足を滑らせて倒れたところをペルセウスに討たれた。

## ラーイオスの羊飼い
このポルバースは、テーバイの王ラーイオスに仕える羊飼いである。幼児オイディプースを捨てるべくキタイローン山にやって来たとき、家畜を放牧するために山を訪れていた男と出会い、赤子を与えた。さらに男はコリントスの王妃メロペーに赤子を献じた。後にポルバースはテーバイの王となったオイディプースの命で王宮に出頭し、かつてイオカステーが生んだ赤子の運命について証言した。

## レスボス島の王
このポルバースは、レスボス島の王である。ディオメーデーという娘がいたが、トロイア戦争の初期にアキレウスの攻撃を受けて殺され、多くの財宝とともに娘を略奪された。その後、娘ディオメーデーはアキレウスの戦利品として分配され、奴隷として仕えた。

## イーリオネウスの父
このポルバースは、トロイア人イーリオネウスの父である。ポルバースはヘルメース神の寵に恵まれた人物で、豊かな家畜と財産の持ち主であった。しかしポルバースの唯一の子供であった息子イーリオネウスはトロイア戦争でペーネレオースに討たれた。あるいは小アイアースに討たれた。

## デクシテアーの父
このポルバースは、デクシテアーの父である。プルータルコスによるとデクシテアーはアイネイアースとの間にロームルスとレムスを生んだという。

## その他の人物
- 12人のパーンの1人[37]。
- テーセウスの戦車の師[38][39]。
- ラピテース族の戦士。ペイリトオスの結婚式でケンタウロスのアピダスを討った[40]。
- 一説によるとテーバイの予言者テイレシアースの父[41]。
- テーバイ王女アンティゴネーの従者[42]。